# Clay County (Nebraska)
Clay County is een county in de Amerikaanse staat Nebraska.
De county heeft een landoppervlakte van 1.484 km² en telt 7.039 inwoners (volkstelling 2000). De hoofdplaats is Clay Center.

## Bevolkingsontwikkeling

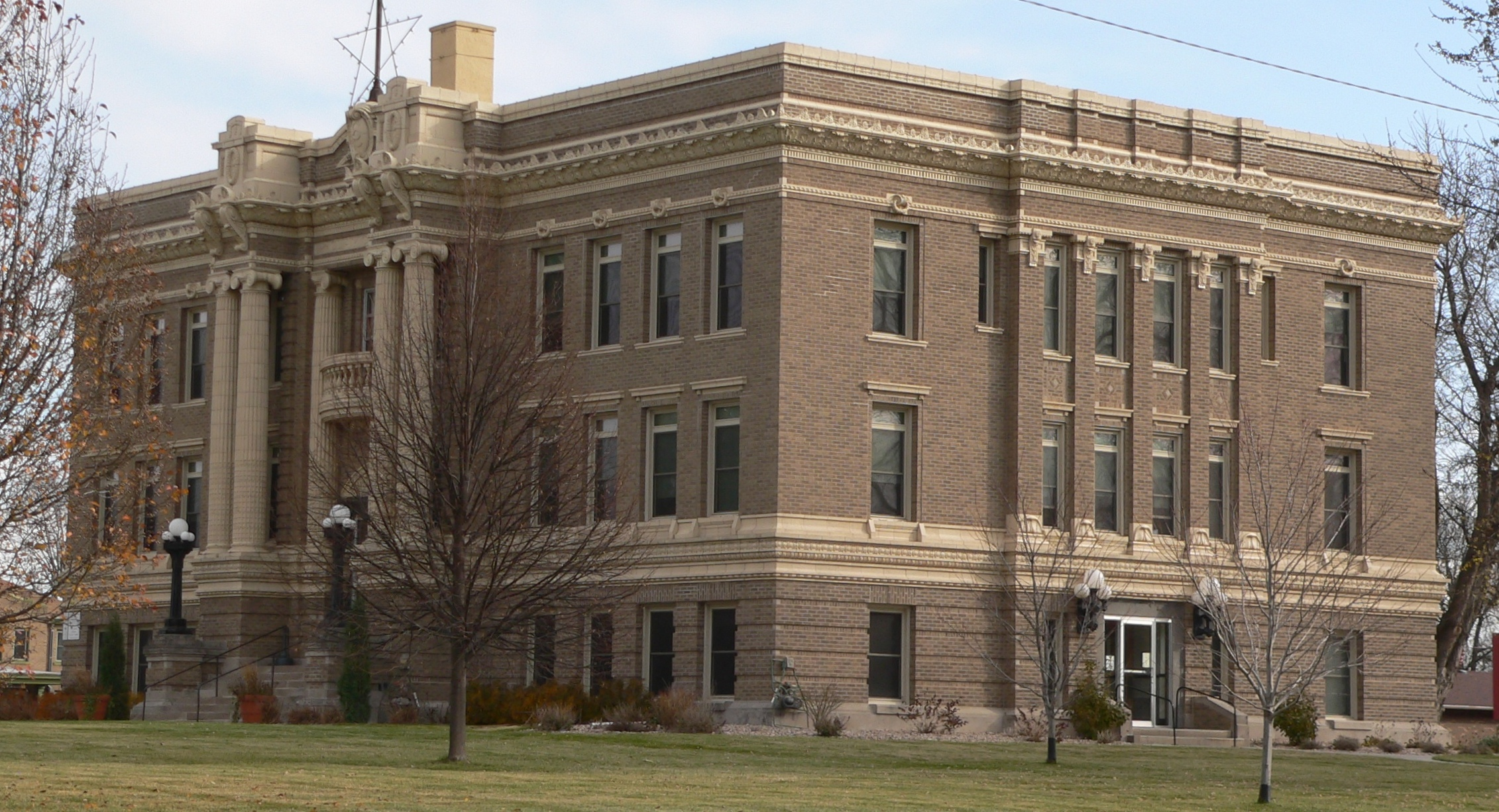
Clay County Courthouse